# Автотрофна фаза сукцесії
Автотрофна фаза  сукцесії, фаза розвитку біоценозу, при якій витрати енергії на дихання не більше кількості  енергії, накопиченої в  фітомасі.